# Lagershausen

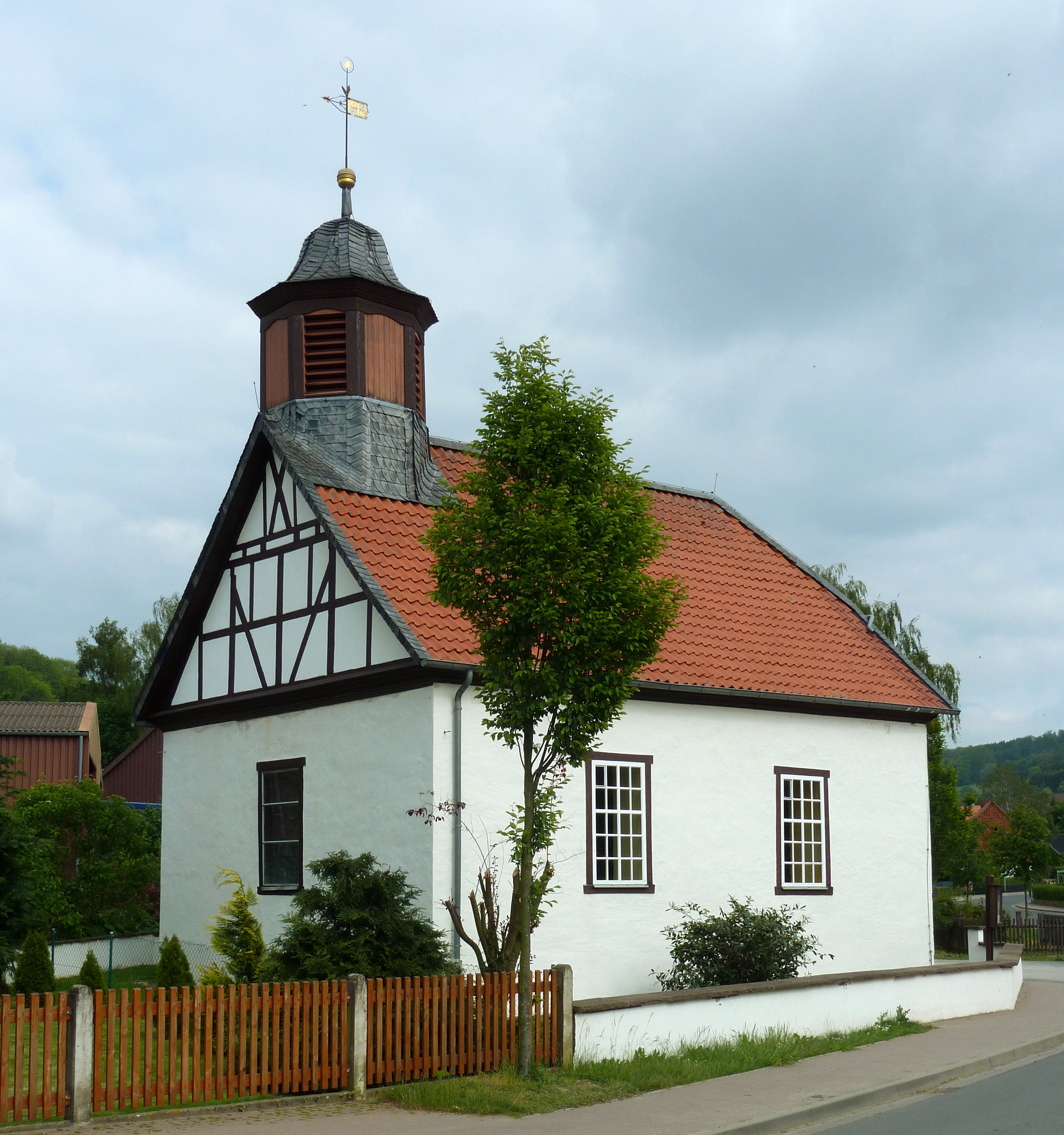
St. Lukas Kapelle

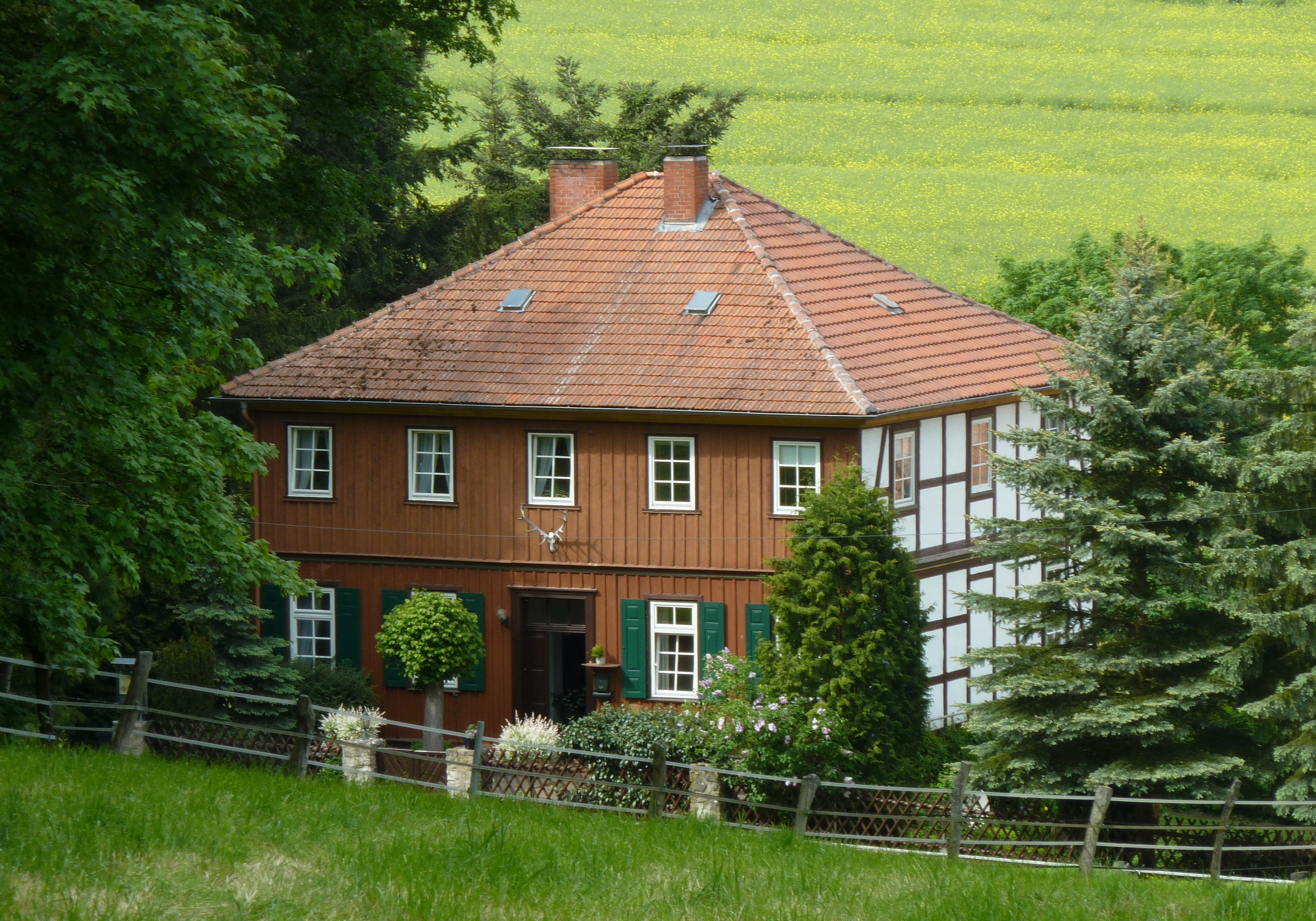
Forsthaus Mandelbeck

Lagershausen ist ein Ortsteil von Northeim, der Kreisstadt des Landkreises Northeim, Niedersachsen.

## Geografie
Das Dorf Lagershausen liegt etwa 5,5 km nordöstlich der Northeimer Kernstadt (Luftlinie). Nordöstlich der Ortschaft erhebt sich der Klimp (275 m ü. NHN), südöstlich erhebt sich der Dünenberg (357 m ü. NHN), südwestlich der Rethoberg (252 m ü. NHN), davor liegt der Denkershäuser Teich.
Die Kreisstraße 409, führt von der Bundesstraße 248 in Richtung Osten durch Lagershausen nach Elvershausen in Richtung Katlenburg. Die Kreisstraße 408 verbindet Lagershausen mit Denkershausen.
Zu Lagershausen gehört auch das östlich des Ortes nahe der Kreisstraße 409 gelegene Forsthaus Mandelbeck.

## Geschichte
Der Ortsname leitet sich dem altsächsischen Namen Lathwart ab. Dieser entwickelte sich weiter zu dem Namen Lawart, woraus der Dorfname Lawardishusen wurde. Aus Lauuardehusen, Lawardeshusen wurde schließlich Lagershausen.
Erstmals erwähnt wurde Lagershausen im Jahr 1141 in einer Urkunde des Klosters St. Blasien in Northeim. Damals bestätigten Graf Siegfried von Northeim und Erzbischof Markolf von Mainz dem Kloster, dass es zwei Hufen Land in Lagershausen als Eigentum besitzt. Seit seiner frühesten Zeit hatten Waldhüter und Holzhauer neben einigen Lehnbauern ihre Wohnsitze im Ort.
Lagershausen stand im Mittelalter in einem Abhängigkeitsverhältnis zu den jeweiligen adligen Herrn des Gutes in Imbshausen. An ihnen waren Herrendienste und Abgaben zu leisten. Später reduzierte sich die Verbindung auf die Zugehörigkeit zur Kirche in Imbshausen. Ab Mitte des Jahres 1833, im Rahmen des Ablösungsgesetzes, wurde der Zehnt von den Höfen an die königlich-hannoversche Klosterkammer mit 2700 Talern abgelöst, die Höfe wurden damit freies Eigentum ihrer jeweiligen Besitzer.
Friedrich von Steinberg aus Imbshausen ließ 1746 eine neue Kapelle erbauen. Das alte Gebäude war im Dreißigjährigen Krieg zur Ruine verfallen. 1856 baute sich die Gemeinde eine neue Schule neben der Kapelle.
Nach dem Zweiten Weltkrieg erforderte die hohe Zahl an Einwohnern einen erneuten Schulneubau im Jahr 1953. Nach zahlreichen Schulreformen wird das Gebäude heute als Kindergarten und zentrales Zentrum für das Dorf genutzt.
Seit dem 1. März 1974 ist Lagershausen ein Stadtteil der Stadt Northeim.

## Bevölkerungsentwicklung
| - 1685: 067 Einwohner - 1719: 110 Einwohner - 1821: 163 Einwohner - 1848: 240 Einwohner - 1908: 209 Einwohner - 1910: 202 Einwohner - 1925: 196 Einwohner | - 1933: 185 Einwohner - 1939: 184 Einwohner - 1950: 378 Einwohner - 1961: 271 Einwohner - 1966: 330 Einwohner - 1970: 311 Einwohner - 2015: 269 Einwohner |

## Politik

### Ortsbürgermeister
Ortsbürgermeister ist Hans-Henning Meinecke, stellvertretender Ortsbürgermeister ist Stephan Müller. Die aktuelle Wahlperiode läuft vom 1. November 2016 bis 31. Oktober 2021.

### Ortsrat
Lagershausen hat einen fünfköpfigen Ortsrat, der seit der Kommunalwahl 2021 ausschließlich von Mitgliedern der Wählergruppe "Dorfgemeinschaft Lagershausen" besetzt ist. Die Wahlbeteiligung lag bei 64,55 Prozent.